# Vénètes de la Vistule
 (avril 2018).
Si vous disposez d'ouvrages ou d'articles de référence ou si vous connaissez des sites web de qualité traitant du thème abordé ici, merci de compléter l'article en donnant les références utiles à sa vérifiabilité et en les liant à la section « Notes et références ».
Vous pouvez aider à l'améliorer ou bien discuter des problèmes sur sa page de discussion.
Pour les articles homonymes, voir Vénètes.
Les Vénètes de la Vistule (ou Vénètes de la Baltique) sont un peuple historique qui vivait sur les bords de la mer Baltique. 

## Étymologie
L'origine du mot Vénètes est indo-européenne : en hittite, les  wa-na-at-ti-ja-ta  étaient les « tribus, clans, lignées, familles », ce qui a aussi donné les variantes suivantes :
- les weshesh ou weshnesh sont les peuples de la mer ;
- les veni ou ueniā sont les tribus irlandaises, en vieux breton guen, en breton gouenn[1] ;
- les Venedoti du Pays de Galles (au royaume du Gwynedd) ;
- les weniz, en vieux haut allemand wini, en vieux norrois vinr, en norvégien venn ;
- veni-diks en proto-latin, vindex en latin[2] ont peut-être dérivé en veneti : « apparentés, amicaux, marchands »[3].

## Présentation
Le nom de Vénètes de la Vistule a été utilisé, à l'époque moderne, pour préciser le terme « Vénètes » des géographes grecs et romains. Ce nom permet de distinguer les Vénètes qui habitaient le long de la Vistule et de la baie de Dantzig d'autres tribus autour d'eux et d'autres tribus du même nom ailleurs comme les Vénètes de l'Adriatique (à peu près l'actuelle région de Vénétie) et les Vénètes d'Armorique.
Ils sont l'une des tribus soupçonnées d'être les ancêtres de certains ou de tous les Slaves d'aujourd'hui.